# Feissons-sur-Isère
Feissons-sur-Isère és un municipi francès situat al departament de la Savoia i a la regió d'Alvèrnia-Roine-Alps. L'any 2007 tenia 549 habitants.

## Demografia

### Població
El 2007 la població de fet de Feissons-sur-Isère era de 549 persones. Hi havia 228 famílies de les quals 72 eren unipersonals (28 homes vivint sols i 44 dones vivint soles), 64 parelles sense fills, 72 parelles amb fills i 20 famílies monoparentals amb fills.
La població ha evolucionat segons el següent gràfic:
Habitants censats

### Habitatges
El 2007 hi havia 287 habitatges, 228 eren l'habitatge principal de la família, 44 eren segones residències i 15 estaven desocupats. 211 eren cases i 73 eren apartaments. Dels 228 habitatges principals, 167 estaven ocupats pels seus propietaris, 53 estaven llogats i ocupats pels llogaters i 7 estaven cedits a títol gratuït; 8 tenien una cambra, 14 en tenien dues, 50 en tenien tres, 77 en tenien quatre i 78 en tenien cinc o més. 193 habitatges disposaven pel capbaix d'una plaça de pàrquing. A 93 habitatges hi havia un automòbil i a 107 n'hi havia dos o més.

### Piràmide de població
La piràmide de població per edats i sexe el 2009 era:
| Homes | Edats   | Dones |
| ----- | ------- | ----- |
| 0     | 95 o +  | 0     |
| 0     | 90 a 94 | 4     |
| 4     | 85 a 89 | 0     |
| 8     | 80 a 84 | 4     |
| 4     | 75 a 79 | 16    |
| 12    | 70 a 74 | 20    |
| 12    | 65 a 69 | 12    |
| 12    | 60 a 64 | 8     |
| 0     | 55 a 59 | 16    |
| 12    | 50 a 54 | 8     |
| 24    | 45 a 49 | 24    |
| 12    | 40 a 44 | 12    |
| 28    | 35 a 39 | 16    |
| 28    | 30 a 34 | 20    |
| 20    | 25 a 29 | 20    |
| 16    | 20 a 24 | 0     |
| 4     | 15 a 19 | 16    |
| 24    | 10 a 14 | 12    |
| 16    | 5 a 9   | 12    |
| 28    | 0 a 4   | 24    |

## Economia
El 2007 la població en edat de treballar era de 342 persones, 255 eren actives i 87 eren inactives. De les 255 persones actives 242 estaven ocupades (134 homes i 108 dones) i 13 estaven aturades (6 homes i 7 dones). De les 87 persones inactives 24 estaven jubilades, 26 estaven estudiant i 37 estaven classificades com a «altres inactius».

### Ingressos
El 2009 a Feissons-sur-Isère hi havia 239 unitats fiscals que integraven 606 persones, la mediana anual d'ingressos fiscals per persona era de 17.745 €.

### Activitats econòmiques
Dels 20 establiments que hi havia el 2007, 3 eren d'empreses de fabricació d'altres productes industrials, 7 d'empreses de construcció, 2 d'empreses de comerç i reparació d'automòbils, 1 d'una empresa de transport, 3 d'empreses d'hostatgeria i restauració, 1 d'una empresa de serveis, 2 d'entitats de l'administració pública i 1 d'una empresa classificada com a «altres activitats de serveis».
Dels 12 establiments de servei als particulars que hi havia el 2009, 2 eren paletes, 1 guixaire pintor, 4 fusteries, 1 electricista, 1 perruqueria i 3 restaurants.
L'únic establiment comercial que hi havia el 2009 era una botiga de menys de 120 m².
L'any 2000 a Feissons-sur-Isère hi havia 5 explotacions agrícoles.

## Equipaments sanitaris i escolars
El 2009 hi havia una escola elemental.

## Poblacions més properes
El següent diagrama mostra les poblacions més properes.